# Ère Tennin
L'ère Tennin (天仁) est une des ères du Japon (年号, nengō, lit. « nom de l'année ») après l'ère Kajō et avant l'ère Ten'ei. Cette ère couvre la période allant du mois d'août 1108 au mois de juillet 1110. L'empereur régnant est Toba-tennō (鳥羽天皇).

## Changement d'ère
- 14 février 1108 Tennin gannen (天仁元年?) : Le nom de la nouvelle ère est créé pour marquer un événement ou une série d'événements. L'ère précédente se termine là où commence la nouvelle, en Kajō 3, le 3e jour du 8e mois de  1108[3].

## Événements de l'ère Tennin
- 1108 (Tennin 1) : Minamoto no Tameyoshi, petit-fils et héritier de Minamoto no Yoshiie, devient chef de clan du Seiwa Genji après la mort de son grand-père[4].
- 1108 (Tennin 1) : Le mont Asama entre en éruption, causant des dégâts étendus[5].
- 1109 (Tennin 2, in the 1st month) : L'empereur visite les sanctuaires Iwashimizu Hachiman-gū et Kamo-jinja[4].

| Tennin    | 1re  | 2e   | 3e   |
| Grégorien | 1108 | 1109 | 1110 |